# Jonathan Graine d'Amour
Jonathan Graine d'Amour est une création artistique et éducative créée au château des Vaux, une des maisons d'accueil, d'éducation, et de formation d'Apprentis d'Auteuil en Eure-et-Loir.  C'était une activité éducative interne ayant pour objet le montage et la présentation d'une comédie musicale par et pour les jeunes de la maison. Ce projet réalisé sous l'impulsion de Jean Maupoint, alors directeur du Château des Vaux, visait à fédérer la communauté éducative et les jeunes autour d'une réalisation commune. La comédie musicale Jonathan Graine d'Amour  est créée le 26 mars 1986 au Château des Vaux. Patrice Hervé et Alain Pignel ont assuré l'écriture du scénario et la mise en scène. Le spectacle fut joué pendant 6 ans dans différents endroits du monde. Le parcours de ce spectacle amateur est original et singulier par l'ampleur, l'engouement et le rayonnement dont il fut l'objet.

## L'aventure
De 1986 à 1992, près de 600 jeunes d'Apprentis d'Auteuil vont parcourir les routes de France et même d'Europe pour présenter leur comédie musicale. ; ils dansent, chantent, jouent la comédie, font de la musique, et assurent  la technique son, l’éclairage et tout ce qui est inhérent à tout spectacle.
Dans les plus grandes salles de France, et aussi hors de France, ou sous leur grand chapiteau, des milliers de spectateurs se déplaceront pour voir ce spectacle tout au long des six années où il se produira. En 1989, une séance exceptionnelle a lieu à Castel Gandolfo pour le Pape Jean-Paul II.
Ce spectacle est une aventure à vocation pédagogique et éducative pour des jeunes adolescents en difficultés qui sont accueillis, éduqués, formés à Apprentis d'Auteuil, fondation reconnue d'utilité publique en 1929, et acteur majeur reconnu dans le paysage  du secteur social français.
Ce spectacle amateur est une véritable gageure par le parcours étonnant qui fut le sien. Conçu comme un spectacle pédagogique à vocation interne, celui-ci est sorti presque immédiatement de son cadre initial pour répondre à des demandes de représentations afin d'animer diverses manifestations publiques.

## Synopsis
Jonathan est un jeune qui arrive sur terre avec un regard naïf et pur. Il découvre la société et les gens qui la composent. Interrogatif, il cherche sa place, il essaie vraiment de rencontrer et de comprendre ces gens, certes en quête d'amour, mais tellement maladroits pour le trouver. L'amour partagé lui donnera le courage d'affronter son destin, il posera alors ouvertement ses questions. Ce qui lui vaudra immédiatement un rejet massif de la part de la société, qui le conduira jusqu'à la mort. Il fallait ce sacrifice pour qu'une renaissance soit possible et que le message de Jonathan puisse enfin être entendu.

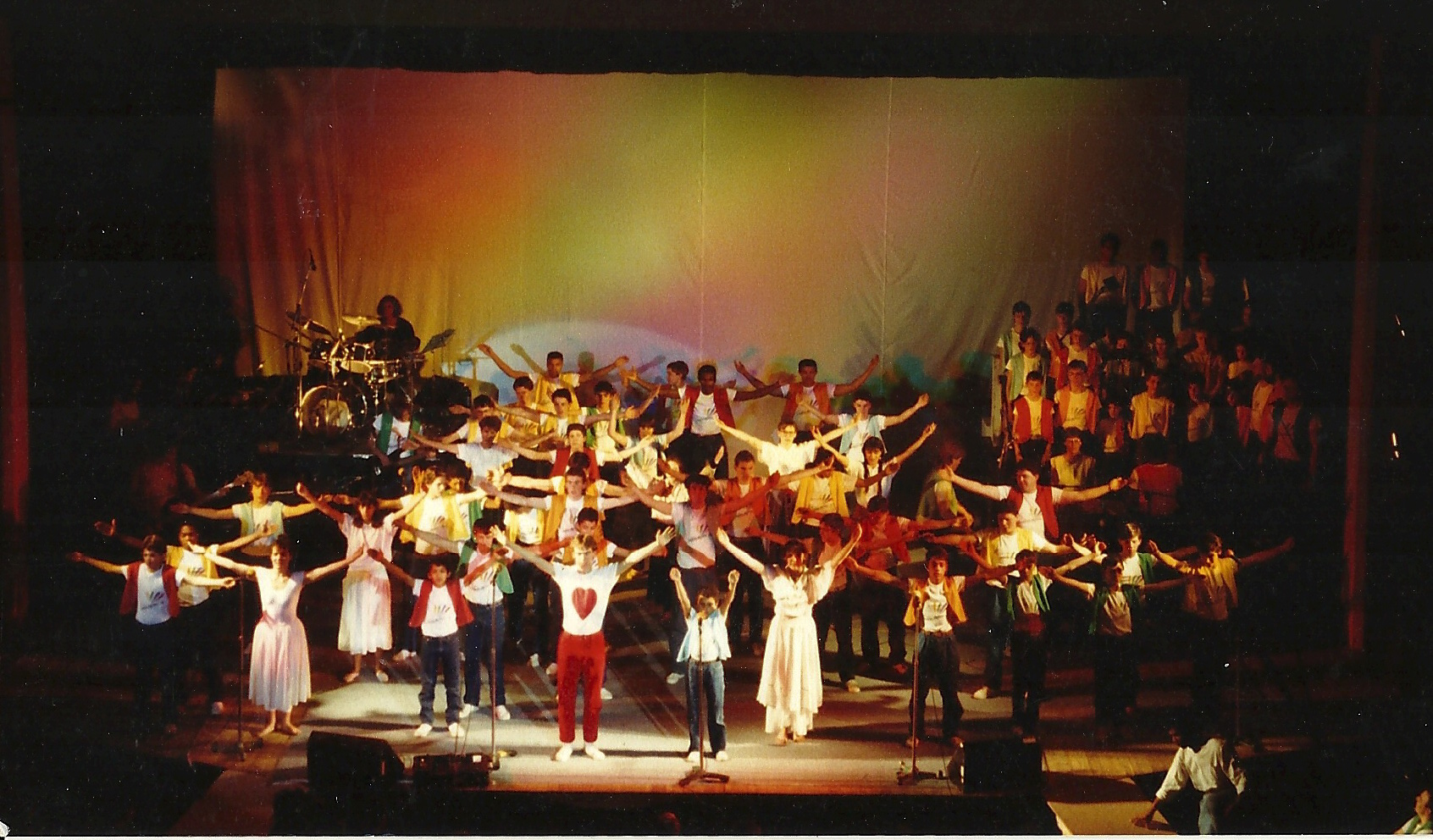
Cette scène de la comédie musicale montre la troupe dans son ensemble après la création du monde, de l'homme, et enfin de la société.
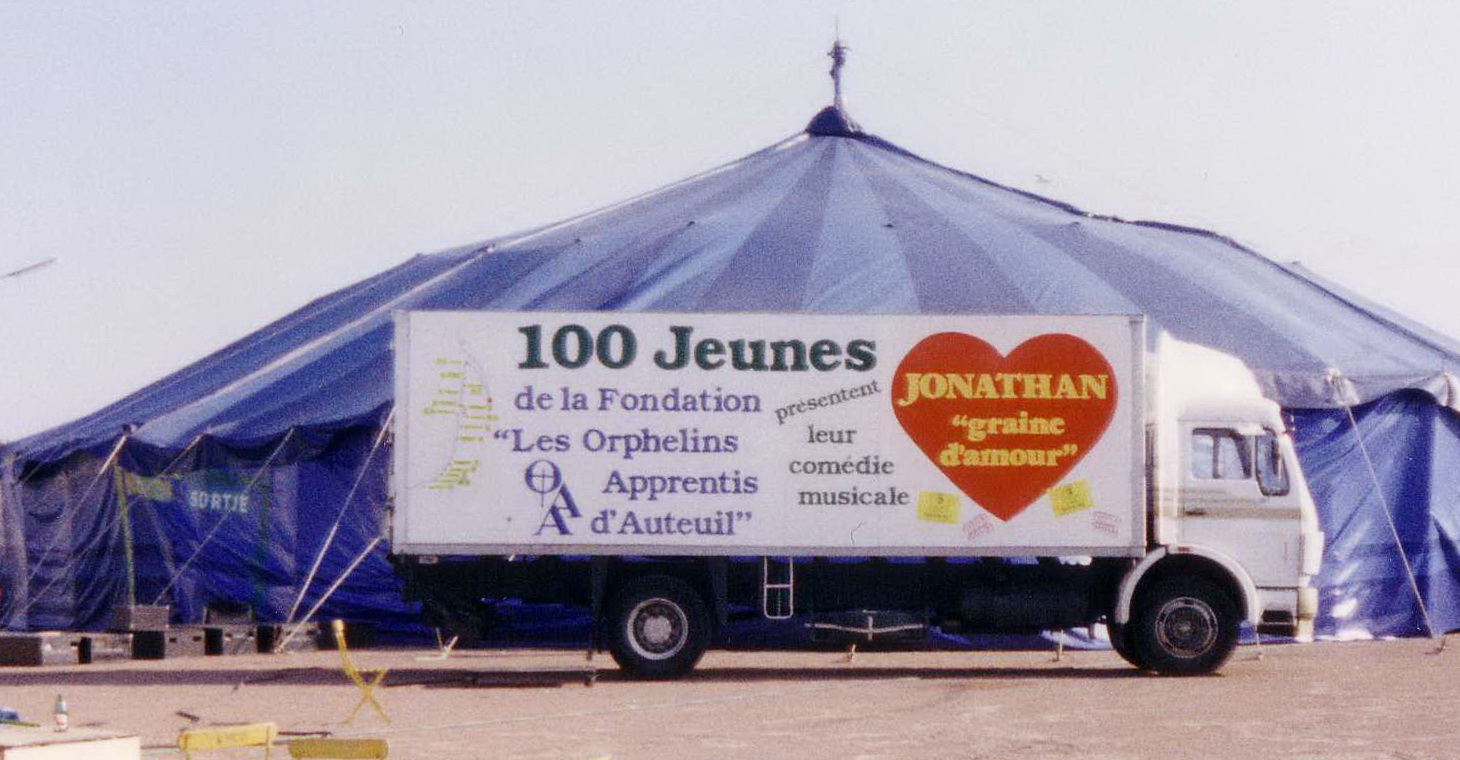
Le chapiteau et l'un des camions du convoi.
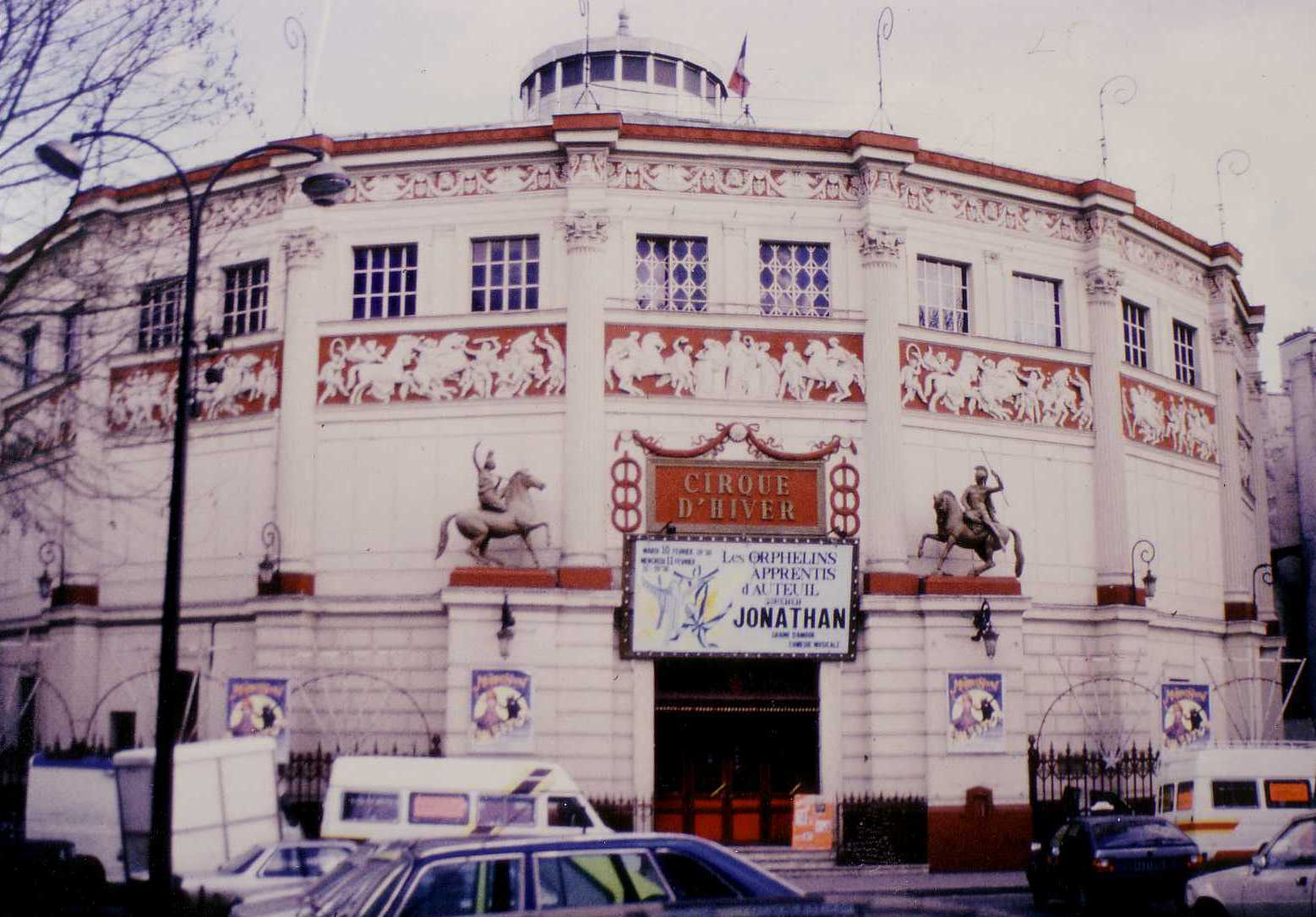
L'entrée du Cirque d'Hiver à Paris.
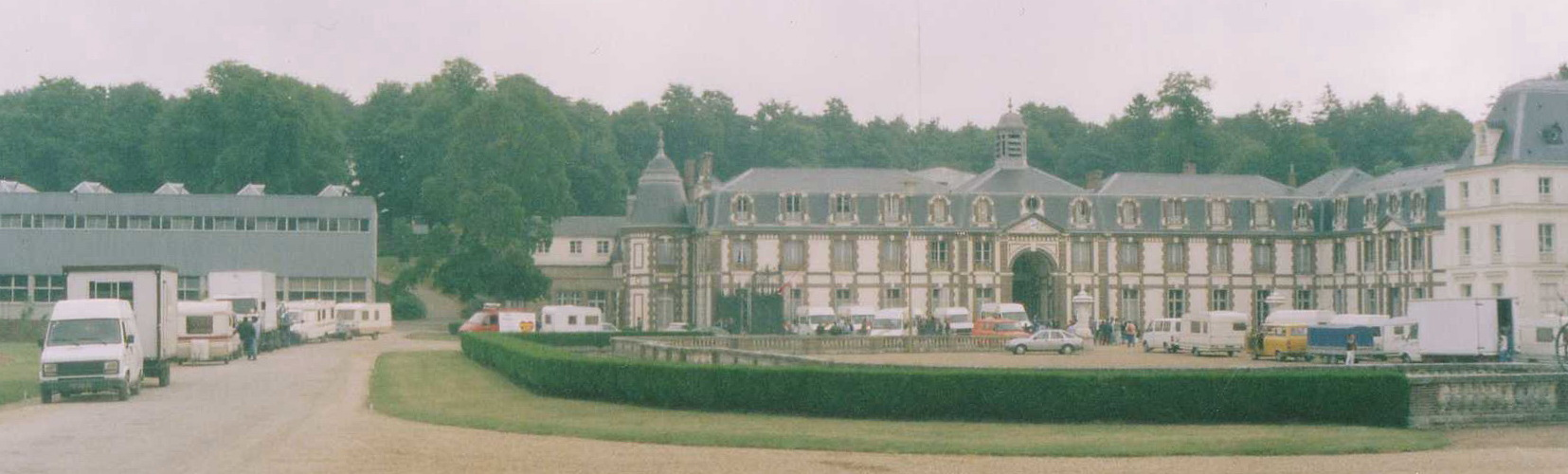
Le départ d'été de la tournée d'été 1989 sous chapiteau.
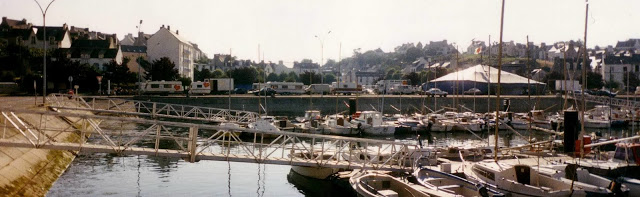
L'installation du chapiteau sur le port de Douarnenez en Juillet 1990.

## Genre
Dans la veine de "Godspell", Jonathan Graine d'Amour propose une mise en scène moderne et dynamique, pleine de lumières et de musiques. D'un rythme soutenu, c'est un spectacle de danse, de musique, d'interventions parlées ou chantées, de situations où l'on voit réunis avec gravité ou humour tous les grands problèmes de notre époque : la solitude, l'éducation, la reconnaissance de l'homme, le rejet des marginaux, la violence, le pouvoir, l'extrémisme religieux, le racisme...

## Scénario-Livret-Mise en scène
Patrice Hervé et Alain Pignel ont écrit le scénario de ce spectacle pour le proposer aux jeunes accueillis à Apprentis d'Auteuil. Le livret a été finalisé au cours des premières répétitions, et quelquefois en fonction de la personnalité de tel ou tel acteur, et aussi en fonction des grands thèmes d'actualité qui étaient dans l'air à l'époque, ou qui étaient discutés dans les foyers de vie et en classe. Le scénario, la mise en scène, et le livret original ont parfois très légèrement évolué, notamment pour s'adapter aux contraintes du Cirque d'Hiver, pour se stabiliser ensuite.

## Musique
Certaines musiques sont composées pour l'occasion, elles sont dues à :  
- Franck Colignon et Alain Pignel pour "Je suis seul ce soir", "Je suis né un jour",
- Franck Colignon et Vincent Martin pour certaines illustrations musicales et les musiques de transition.

D'autres musiques sont utilisées dans le spectacle, ce sont des adaptations et arrangements de musiques existantes illustrant le propos et intégrées à la comédie musicale, elles sont dues  (pour les principales) à  :  
- Franck Colignon "Introduction" et  "La danse de la vie",
- Vangélis Papathanassiou "La Naissance",
- Maxime Le Forestier "Ça sert à quoi tout ça",
- Hugues Aufray "Tendez-lui la main",
- Mannick "Le Goëland",
- Michel Fugain "Dis oui au maître",

À noter également une adaptation originale d'"Amazing Grace", qui commence comme un hymne funèbre et se termine sur un rythme jazzy.

## La troupe
Chaque représentation met en scène une centaine de jeunes de 12 à 20 ans, et une quinzaine d'adultes, éducateurs ou animateurs, répartis dans divers groupes : chant, orchestre, danse, scène, technique. Venus d'horizons très divers, ces jeunes, souvent privés de milieu familial normal, sont accueillis, éduqués, et scolarisés au sein des foyers d'accueil, d'éducation et de formation d'Apprentis d'Auteuil installés au Château des Vaux en Eure-et-Loir. Au fil du temps, les jeunes évoluent dans le spectacle... ils jouent plusieurs rôles; abordent plusieurs disciplines, sont remplacés par d'autres. Au total 580 acteurs et participants ont construit cette aventure.

## Le projet institutionnel
Monter un spectacle et le produire en tournée avec un groupe de 100 à 170 personnes est ambitieux. C'est toute la maison qui s'engage dans ce projet institutionnel . C'est ainsi que Jonathan Graine d'Amour  devient : 
- un prolongement de l'action éducative conduite au sein de la maison. Chaque tournée est accompagnée de son directeur Jean Maupoint, mais aussi de son adjoint à l'éducatif Bernard Busnel pour l'organisation de la prise en charge éducative et des déplacements des jeunes au jour le jour.
- une pédagogie à part entière par les différents ateliers : musique, danse, chant, chorégraphie, technique son et lumière, mais aussi par la participation des ateliers d'apprentissage du Lycée Professionnel et Technologique dans la réalisation d'équipements techniques en lien avec le spectacle et les tournées.
- une dynamique éducative et pédagogique conduisant les jeunes vers une meilleure réussite personnelle, que l'on retrouve, entre autres, dans leurs résultats aux examens[3] comme le montre l'étude universitaire[4] effectué sous la direction d'Éric Bebarbieux de l'université Bordeaux II.

Le spectacle nécessite l'engagement des services généraux de l'établissement (lingerie, cuisine, personnel de service et d'entretien, secrétariat, ...), conduit par René Vignol, adjoint.

## Médias
Durant les 6 années d'existence le spectacle a bénéficié d'une importante couverture médiatique; tel le récit de Gérard Marin du Figaro du 17 février 1987 intitulé "La Chanson des Mal-Aimés",  celui du journal La Croix du 8 et 9 février 1987 intitulé "Rencontre avec Jonathan Graine d'Amour", ou de France-Soir du 7 février 1987 affichant à la Une "Raymond Devos avec ses petits protégés", et de nombreux soutiens, on y trouve entre autres : Mgr Jean-Michel Di Falco , Alain Calmat, Hervé Vilard, Francis Lalanne, etc.
Outre les articles de presse et passages télévisés  régionaux, le spectacle fit l'objet de diffusions dans les journaux et émissions télévisés, notamment sur Antenne 2 avec le reportage de Jean-Claude Darrigaud effectué le 7 février 1989,  mais aussi dans les émissions :  "La Marche du siècle" de Jean-Marie Cavada, "Bonjour la France, Bonjour l'Europe" présentée par Jean Offredo, "Le Jour du Seigneur", "Avis de recherche" d'Hervé Vilard, et celui d'Hugues Aufray" présentés par Patrick Sabatier,, ainsi que "Sacrée Soirée" spéciale Thierry le Luron de Jean-Pierre Foucault.  Le spectacle fut aussi l'objet d'interviews et de chroniques : sur RTL (Père Jean-Michel Di Falco), France Inter (Jean-Louis Askéro, et Chroniques sauvages (Robert Arnaut), et sur les radios locales.
Un livre intitulé "Jonathan Graine d'Amour, l'Aventure..." de Patrice Hervé, préfacé par Jean Maupoint, publié en février 2015, raconte de façon détaillée cette aventure qui fut, en son temps, un "événement majeur" pour la Fondation Apprentis d'Auteuil, mais aussi pour tous les jeunes et les adultes qui y participèrent.

## Analyse
Dans sa chronique du dimanche sur RTL suivant la représentation au Cirque d'Hiver, Jean-Michel Di Falco de Chrétiens-médias, parle d'un coup de cœur, d'un moment où l'on oublie tout pour vivre intensément l'instant présent. "On aimerait que ça dure toujours parce qu'on est bien" dit-il dans sa chronique dominicale.
Gérard Marin, quant à lui, écrit :"À travers le message en chansons d'une jeunesse blessée mais debout, dressée, exigeante, contre les bastilles de l'égoïsme et du nihilisme, le rêve passait d'un monde moins inhumain, d'un futur plus fraternel. Le rêve...".
L'engouement pour ce spectacle amateur est bien résumé ici. Ce message lancé au monde par cette jeunesse touche au cœur, autant par les mots dits, que par la personnalité des jeunes qui les disent.
Gérard Marin écrit encore "...mais sur la piste la magie demeure, plus dense, plus rayonnante encore, grâce à toute une troupe de jeunes fauves en liberté qui, ivres du bonheur d'être là à chanter, à vider leur cœur, rugissaient de plaisir et griffaient nos consciences d'adultes sceptiques ou blasés".
Le côté "extra-ordinaire" de l'aventure vécue par ces jeunes les transforme de l'intérieur.
Dans son interview avec Dominique Quinio dans La Croix  le jeune interprétant le rôle principal de la comédie musicale dit: "L'expérience du spectacle m'a mûrit, m'a ouvert, Je m'exprime plus facilement". Et il explique : "Jonathan débarque sur la terre. Il ne connaît pas la vie, il cherche l'amitié. Il la trouve ; ça lui donne des forces pour supporter ce qu'il va vivre après"... L’interprète de Jonathan avoue qu'à la fin d'une des représentations déjà données de ce Gospel, il a eu envie de pleurer".
Le Pape Jean-Paul II à l'issue de la représentation dira : "Vous avez su présenter en style moderne le plus grand défi ou le plus grand paradoxe de l’histoire: la croix, symbole de toutes les formes de souffrances, peut conduire à la lumière et à la vie. Votre œuvre, ou mieux votre témoignage de jeunes a déjà rallumé l’espérance dans bien des cœurs. Je souhaiterais volontiers que d’autres jeunes à travers le monde, dans leur culture propre, réussissent un travail équivalent au vôtre, afin de déverrouiller partout les portes de l’espérance.".
C'est bien d'un témoignage de jeunes qu'il s'agit, témoignage qui exprime à la fois les interrogations d'une jeunesse face à la société mais aussi sur la capacité des jeunes à relever ce défi. Car le témoignage ne se situe pas que sur la scène, mais aussi sur l'ensemble de ce qu'il faudra mettre en œuvre pour conduire "leur témoignage de jeunes" bien au-delà des portes de leur établissement. C'est ainsi que le spectacle est devenu un projet global où l'engagement des jeunes est partout, sur scène, à la musique, dans la danse, dans le chant, mais aussi à la technique son, à la technique de la lumière, au montage et au démontage du chapiteau, et même jusqu'à la fabrication ou à l'adaptation dans les ateliers d'apprentissage d'une grande partie du matériel qu'ils utilisent au cours des tournées.

## Représentations[17]

### 1986-1987
Après diverses représentations dans le cadre du château des Vaux, trois séances à guichets fermés sont produites au Cirque d'Hiver à Paris en 1987. Dans la foulée, le spectacle fera un passage remarqué lors du 1er festival chrétien de Paray-le-Monial en juillet 87.

### 1988
Différentes tournées en salle à Lourdes, Bordeaux et Nantes, puis une grande tournée d'été en Vendée sous chapiteau, eurent lieu au cours de l'année 1988 , qui devait se terminer par une série de représentations à Bruxelles, dont une en présence du Prince Philippe de Belgique, devenu depuis roi des Belges.

### 1989
L'année 1989 verra une série de représentations à l'UNESCO à Paris et à Strasbourg, suivie d'une nouvelle série de 9 représentations à Lourdes, et une tournée d'été sur les côtes d'Aquitaine (A noter la présence du chanteur Hervé Vilard à la séance d'Arcachon), qui se terminera par une séance privée pour le Pape Jean-Paul II à Castel Gandolfo le 28 juillet 1989. Une nouvelle tournée à Bruxelles clôture l'année 1989.

### 1990
Les projets de cette année conduisent la troupe à effectuer une série de trois représentations, dont la centième, au Palais des Congrès de Paris, réunissant 11 000 spectateurs en 3 séances sur une seule journée. Le chanteur Hugues Aufray est présent à la 100e pour chanter avec les jeunes sur scène. D'autres tournées eurent lieu en Bretagne sous chapiteau itinérant au cours de l'été, et en Belgique et dans le nord de la France en novembre.
Une tournée exceptionnelle eut lieu cette année-là sur l'île de La Réunion en octobre 1990, réunissant à elle seule près de 10 000 spectateurs. Une nouveauté : la troupe était mixée avec des jeunes insulaires issus de la maison d'Apprentis d'Auteuil de l'île. Le cent millième spectateur est un jeune réunionnais.

### 1991
D'autres tournées eurent lieu en Normandie et Pays de la Loire, suivies par une grande tournée sous le chapiteau du Château des Vaux en version 2 000 places dans les pays de l'Est : Berlin, Cracovie, Czestochowa et Prague. Cette tournée avait pour finalité principale  trois  représentations lors des Journées Mondiales de la Jeunesse organisées par le Pape Jean-Paul II à Czestochowa en août 1991.
Le spectacle sera également donné au gala de clôture de la grande fête d'Apprentis d'Auteuil à l'occasion du 125e anniversaire de la création de la Fondation par l'abbé Louis Roussel en 1866. Enfin une dernière tournée a de nouveau lieu en Belgique en novembre 1991.

## Quelques chiffres
Le spectacle fut représenté 184 fois durant son exploitation, rassemblant près de 150 000 spectateurs, ce qui représente une moyenne de presque 800 personnes par séance. Il s'agit là d'une spécificité remarquable pour un spectacle amateur.

## Discographie et Films.
Deux enregistrements furent réalisés : le premier en public au printemps 1988 au Palais des Congrès de Lourdes, édité en cassettes audio, et un autre au centre d'Auderghem à Bruxelles en novembre 1991, édité en cassettes audio et CD. Un film fut tourné par Alain Renault lors du 125e anniversaire de la Fondation.

## Conclusion
Jonathan Graine d'Amour  fut une opportunité exceptionnelle de réunir éducateurs et pédagogues afin de proposer à des jeunes connaissant des difficultés, une aventure intense avec des instants forts, et merveilleux. Les jeunes acteurs, musiciens, techniciens furent ainsi magnifiés, valorisés et reconnus par la société tout entière. Générant chez eux un fort sentiment d'appartenance, une inhibition des blocages, une solidarité, qui ajoutés à l'amitié partagée, ont modifié profondément leur manière d'être dans leur vie.
La comédie musicale a été possible par la rencontre d'adultes s'occupant de ces mêmes jeunes et qui ont compris cette nécessité. La rencontre des spectateurs avec la troupe des jeunes fut également riche et exaltante, prouvant s'il le fallait encore, la place privilégiée qu'occupe cette comédie musicale dans l'univers éducatif et artistique.